# Rio Taboco
Rio Taboco är ett vattendrag i Brasilien.   Det ligger i delstaten Mato Grosso do Sul, i den södra delen av landet, 900 km sydväst om huvudstaden Brasília.
Omgivningarna runt Rio Taboco är huvudsakligen savann. Runt Rio Taboco är det mycket glesbefolkat, med 2 invånare per kvadratkilometer.